# Syllis armillaris
Syllis armillaris är en ringmaskart som först beskrevs av Otto Friedrich Müller 1776.  Syllis armillaris ingår i släktet Syllis och familjen Syllidae. Arten är reproducerande i Sverige. Inga underarter finns listade i Catalogue of Life.